# Jovianus

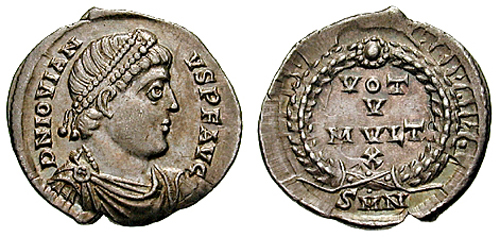
Jovianus

Jovianus (Flavius Claudius Varronianus Jovianus), född 331 i Singidunum, död 17 februari 364 i Dadastana) var romersk kejsare från 27 juni 363 till 17 februari 364.
Jovianus var en militär som utsågs till kejsare av armén efter att den förre kejsaren, Julianus Apostata, avlidit den 26 juni 363 under ett fälttåg mot perserna.
Jovianus upphävde Julianus kristendomsfientliga edikt, drog sig snabbt tillbaka från det persiska fälttåget genom att sluta fred med persernas härskare Shahpour II, men dog på hemvägen den 17 februari 364 i Dadastana.